# カリン・ボスナック
カリン・ボスナック（Karyn Bosnak、1974年9月24日 - ）はアメリカ合衆国の小説家。映画『運命の元カレ』の原作者。